# Silence (Delerium)
"Silence" is een nummer van de Canadese groep Delerium met zang van Sarah McLachlan. Het nummer verscheen op hun album Karma uit 1997. Op 3 mei 1999 werd het originele nummer eerst in de VS en Canada  uitgebracht als de derde single van het album. Op 14 juni dat jaar volgden Europa, Australië en Nieuw-Zeeland. De single werd vooral bekend door diverse tranceremixen, waarbij de versie van DJ Tiësto, uitgebracht op 30 oktober 2000, de bekendste en meest succesvolle is.

## Achtergrond
De oorspronkelijke versie van Silence had een veel langzamer tempo dan de bekendere remixen en heeft dezelfde structuur als een normaal popliedje, met karakteristieke synthesizergeluiden uit de ambientmuziek. Er zijn wel donkerdere bijbetekenissen, zoals het gregoriaanse Gloria in excelsis Deo, dat prominent aanwezig is. In 1997 werd het nummer wel gedraaid op Canadese radiozenders, maar pas in 1999 werd het als single uitgebracht. Enkel de tranceremix van Airscape (bestaande uit Sven Maes en Johan Gielen) verkreeg toen airplay. Op de cd-single staan ook remixen van DJ Tiësto en Fade, waardoor het bekendheid verkreeg doordat het veel in clubs werd gedraaid.
"Silence" is in de loop der jaren in verschillende versies een hit geweest. De remix van Fade was de eerste versie die de hitlijsten behaalde: in Nederland werd het Dancesmash op Radio 538 en kwam deze tot plaats 32 in de Top 40 en plaats 33 in de Mega Top 100. Hierna volgde de cd-single met de versies van Airscape en DJ Tiësto, die de grootste successen haalde. Dit werd een nummer 1-hit in Ierland en kwam in het Verenigd Koninkrijk tot plaats 3. In Canada, het thuisland van de groep, kwam het tot de vijfde plaats in de hitlijsten. In Nederland kwam het tot de zevende plaats in zowel de Top 40 als de Mega Top 100, terwijl in Vlaanderen de vijfde plaats in de Ultratop 50 werd bereikt. In 2004 bereikte een nieuwe cd-single met remixen onder de titel "Silence 2004" de eerste plaats in de Amerikaanse dancelijsten. In 2009 bereikte een remix van Niels van Gogh vs. Thomas Gold plaats 31 in de Nederlandse Top 40 en plaats 48 in de Single Top 100.

## Hitnoteringen

### Remix van Fade

#### Nederlandse Top 40
| Hitnotering: 29-04-2000 t/m 20-05-2000 | Hitnotering: 29-04-2000 t/m 20-05-2000 | Hitnotering: 29-04-2000 t/m 20-05-2000 | Hitnotering: 29-04-2000 t/m 20-05-2000 | Hitnotering: 29-04-2000 t/m 20-05-2000 | Hitnotering: 29-04-2000 t/m 20-05-2000 |
| Week                                   | 1                                      | 2                                      | 3                                      | 4                                      |                                        |
| -------------------------------------- | -------------------------------------- | -------------------------------------- | -------------------------------------- | -------------------------------------- | -------------------------------------- |
| Positie                                | 32                                     | 34                                     | 37                                     | 39                                     | uit                                    |

#### Mega Top 100
| Hitnotering: 22-04-2000 t/m 24-06-2000 | Hitnotering: 22-04-2000 t/m 24-06-2000 | Hitnotering: 22-04-2000 t/m 24-06-2000 | Hitnotering: 22-04-2000 t/m 24-06-2000 | Hitnotering: 22-04-2000 t/m 24-06-2000 | Hitnotering: 22-04-2000 t/m 24-06-2000 | Hitnotering: 22-04-2000 t/m 24-06-2000 | Hitnotering: 22-04-2000 t/m 24-06-2000 | Hitnotering: 22-04-2000 t/m 24-06-2000 | Hitnotering: 22-04-2000 t/m 24-06-2000 | Hitnotering: 22-04-2000 t/m 24-06-2000 | Hitnotering: 22-04-2000 t/m 24-06-2000 |
| Week                                   | 1                                      | 2                                      | 3                                      | 4                                      | 5                                      | 6                                      | 7                                      | 8                                      | 9                                      | 10                                     |                                        |
| -------------------------------------- | -------------------------------------- | -------------------------------------- | -------------------------------------- | -------------------------------------- | -------------------------------------- | -------------------------------------- | -------------------------------------- | -------------------------------------- | -------------------------------------- | -------------------------------------- | -------------------------------------- |
| Positie                                | 98                                     | 53                                     | 33                                     | 34                                     | 41                                     | 41                                     | 42                                     | 54                                     | 64                                     | 91                                     | uit                                    |

### Remixen van Airscape en DJ Tiësto

#### Nederlandse Top 40
| Hitnotering: 16-12-2000 t/m 28-04-2001 | Hitnotering: 16-12-2000 t/m 28-04-2001 | Hitnotering: 16-12-2000 t/m 28-04-2001 | Hitnotering: 16-12-2000 t/m 28-04-2001 | Hitnotering: 16-12-2000 t/m 28-04-2001 | Hitnotering: 16-12-2000 t/m 28-04-2001 | Hitnotering: 16-12-2000 t/m 28-04-2001 | Hitnotering: 16-12-2000 t/m 28-04-2001 | Hitnotering: 16-12-2000 t/m 28-04-2001 | Hitnotering: 16-12-2000 t/m 28-04-2001 | Hitnotering: 16-12-2000 t/m 28-04-2001 | Hitnotering: 16-12-2000 t/m 28-04-2001 | Hitnotering: 16-12-2000 t/m 28-04-2001 | Hitnotering: 16-12-2000 t/m 28-04-2001 | Hitnotering: 16-12-2000 t/m 28-04-2001 | Hitnotering: 16-12-2000 t/m 28-04-2001 | Hitnotering: 16-12-2000 t/m 28-04-2001 | Hitnotering: 16-12-2000 t/m 28-04-2001 | Hitnotering: 16-12-2000 t/m 28-04-2001 | Hitnotering: 16-12-2000 t/m 28-04-2001 | Hitnotering: 16-12-2000 t/m 28-04-2001 |
| Week                                   | 1                                      | 2                                      | 3                                      | 4                                      | 5                                      | 6                                      | 7                                      | 8                                      | 9                                      | 10                                     | 11                                     | 12                                     | 13                                     | 14                                     | 15                                     | 16                                     | 17                                     | 18                                     | 19                                     |                                        |
| -------------------------------------- | -------------------------------------- | -------------------------------------- | -------------------------------------- | -------------------------------------- | -------------------------------------- | -------------------------------------- | -------------------------------------- | -------------------------------------- | -------------------------------------- | -------------------------------------- | -------------------------------------- | -------------------------------------- | -------------------------------------- | -------------------------------------- | -------------------------------------- | -------------------------------------- | -------------------------------------- | -------------------------------------- | -------------------------------------- | -------------------------------------- |
| Positie                                | 17                                     | 10                                     | 9                                      | 8                                      | 7                                      | 7                                      | 8                                      | 12                                     | 13                                     | 15                                     | 12                                     | 22                                     | 26                                     | 30                                     | 31                                     | 32                                     | 23                                     | 22                                     | 32                                     | uit                                    |

#### Mega Top 100
| Hitnotering: 09-12-2000 t/m 21-04-2001 | Hitnotering: 09-12-2000 t/m 21-04-2001 | Hitnotering: 09-12-2000 t/m 21-04-2001 | Hitnotering: 09-12-2000 t/m 21-04-2001 | Hitnotering: 09-12-2000 t/m 21-04-2001 | Hitnotering: 09-12-2000 t/m 21-04-2001 | Hitnotering: 09-12-2000 t/m 21-04-2001 | Hitnotering: 09-12-2000 t/m 21-04-2001 | Hitnotering: 09-12-2000 t/m 21-04-2001 | Hitnotering: 09-12-2000 t/m 21-04-2001 | Hitnotering: 09-12-2000 t/m 21-04-2001 | Hitnotering: 09-12-2000 t/m 21-04-2001 | Hitnotering: 09-12-2000 t/m 21-04-2001 | Hitnotering: 09-12-2000 t/m 21-04-2001 | Hitnotering: 09-12-2000 t/m 21-04-2001 | Hitnotering: 09-12-2000 t/m 21-04-2001 | Hitnotering: 09-12-2000 t/m 21-04-2001 | Hitnotering: 09-12-2000 t/m 21-04-2001 | Hitnotering: 09-12-2000 t/m 21-04-2001 | Hitnotering: 09-12-2000 t/m 21-04-2001 | Hitnotering: 09-12-2000 t/m 21-04-2001 |
| Week                                   | 1                                      | 2                                      | 3                                      | 4                                      | 5                                      | 6                                      | 7                                      | 8                                      | 9                                      | 10                                     | 11                                     | 12                                     | 13                                     | 14                                     | 15                                     | 16                                     | 17                                     | 18                                     | 19                                     |                                        |
| -------------------------------------- | -------------------------------------- | -------------------------------------- | -------------------------------------- | -------------------------------------- | -------------------------------------- | -------------------------------------- | -------------------------------------- | -------------------------------------- | -------------------------------------- | -------------------------------------- | -------------------------------------- | -------------------------------------- | -------------------------------------- | -------------------------------------- | -------------------------------------- | -------------------------------------- | -------------------------------------- | -------------------------------------- | -------------------------------------- | -------------------------------------- |
| Positie                                | 55                                     | 25                                     | 12                                     | 10                                     | 10                                     | 8                                      | 7                                      | 11                                     | 15                                     | 16                                     | 22                                     | 22                                     | 30                                     | 39                                     | 44                                     | 52                                     | 60                                     | 64                                     | 76                                     | uit                                    |

#### NPO Radio 2 Top 2000
| Nummer met noteringen in de NPO Radio 2 Top 2000 | '18  | '19  | '20  | '21  | '22  | '23  | '24  |
| ------------------------------------------------ | ---- | ---- | ---- | ---- | ---- | ---- | ---- |
| Silence                                          | 1773 | 1679 | 1630 | 1642 | 1832 | 1687 | 1546 |

1. ↑  Een vetgedrukt getal geeft de hoogste notering aan.
2. ↑  2018 was het eerste jaar met een notering voor dit nummer.

### Niels van Gogh vs. Thomas Gold Remix

#### Nederlandse Top 40
| Hitnotering: 11-04-2009 t/m 09-05-2009 | Hitnotering: 11-04-2009 t/m 09-05-2009 | Hitnotering: 11-04-2009 t/m 09-05-2009 | Hitnotering: 11-04-2009 t/m 09-05-2009 | Hitnotering: 11-04-2009 t/m 09-05-2009 | Hitnotering: 11-04-2009 t/m 09-05-2009 | Hitnotering: 11-04-2009 t/m 09-05-2009 |
| Week                                   | 1                                      | 2                                      | 3                                      | 4                                      | 5                                      |                                        |
| -------------------------------------- | -------------------------------------- | -------------------------------------- | -------------------------------------- | -------------------------------------- | -------------------------------------- | -------------------------------------- |
| Positie                                | 36                                     | 35                                     | 33                                     | 31                                     | 39                                     | uit                                    |

#### Single Top 100
| Hitnotering week 1: 21-03-2009 Hitnotering week 2 t/m 9: 04-04-2009 t/m 23-05-2009 | Hitnotering week 1: 21-03-2009 Hitnotering week 2 t/m 9: 04-04-2009 t/m 23-05-2009 | Hitnotering week 1: 21-03-2009 Hitnotering week 2 t/m 9: 04-04-2009 t/m 23-05-2009 | Hitnotering week 1: 21-03-2009 Hitnotering week 2 t/m 9: 04-04-2009 t/m 23-05-2009 | Hitnotering week 1: 21-03-2009 Hitnotering week 2 t/m 9: 04-04-2009 t/m 23-05-2009 | Hitnotering week 1: 21-03-2009 Hitnotering week 2 t/m 9: 04-04-2009 t/m 23-05-2009 | Hitnotering week 1: 21-03-2009 Hitnotering week 2 t/m 9: 04-04-2009 t/m 23-05-2009 | Hitnotering week 1: 21-03-2009 Hitnotering week 2 t/m 9: 04-04-2009 t/m 23-05-2009 | Hitnotering week 1: 21-03-2009 Hitnotering week 2 t/m 9: 04-04-2009 t/m 23-05-2009 | Hitnotering week 1: 21-03-2009 Hitnotering week 2 t/m 9: 04-04-2009 t/m 23-05-2009 | Hitnotering week 1: 21-03-2009 Hitnotering week 2 t/m 9: 04-04-2009 t/m 23-05-2009 | Hitnotering week 1: 21-03-2009 Hitnotering week 2 t/m 9: 04-04-2009 t/m 23-05-2009 |
| Week                                                                               | 1                                                                                  |                                                                                    | 2                                                                                  | 3                                                                                  | 4                                                                                  | 5                                                                                  | 6                                                                                  | 7                                                                                  | 8                                                                                  | 9                                                                                  |                                                                                    |
| ---------------------------------------------------------------------------------- | ---------------------------------------------------------------------------------- | ---------------------------------------------------------------------------------- | ---------------------------------------------------------------------------------- | ---------------------------------------------------------------------------------- | ---------------------------------------------------------------------------------- | ---------------------------------------------------------------------------------- | ---------------------------------------------------------------------------------- | ---------------------------------------------------------------------------------- | ---------------------------------------------------------------------------------- | ---------------------------------------------------------------------------------- | ---------------------------------------------------------------------------------- |
| Positie                                                                            | 97                                                                                 | uit                                                                                | 96                                                                                 | 83                                                                                 | 51                                                                                 | 48                                                                                 | 66                                                                                 | 80                                                                                 | 76                                                                                 | 78                                                                                 | uit                                                                                |